# دورتی برنار

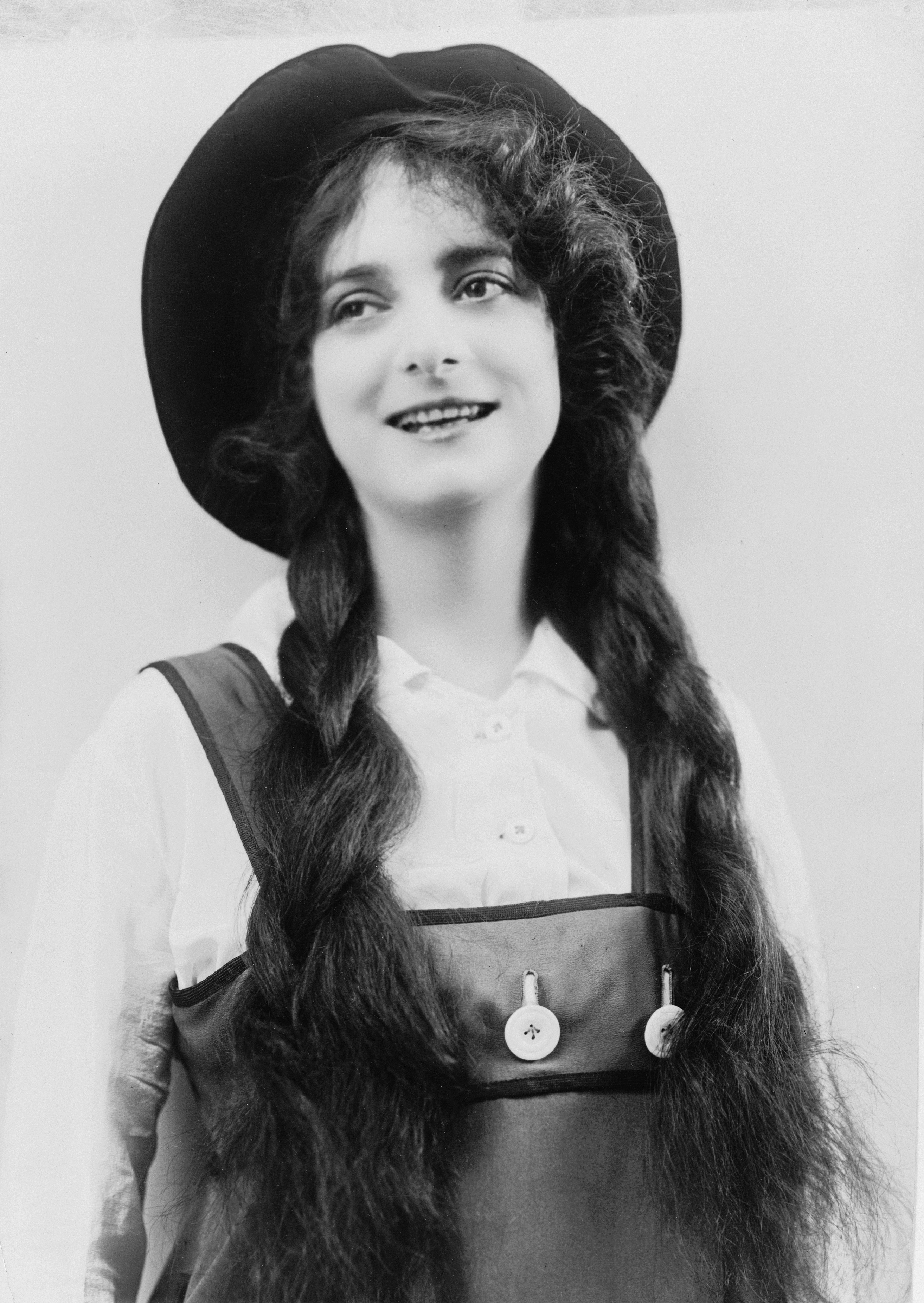

دورتی برنار (انگلیسی: Dorothy Bernard؛ ۲۵ ژوئن ۱۸۹۰ – ۱۴ دسامبر ۱۹۵۵) یک هنرپیشه اهل ایالات متحده آمریکا بود.
- برای پسرش